# Katarzyna Wiszniewska
Katarzyna Wiszniewska (ur. 5 czerwca 1996) – polska judoczka.

## Kariera
Zawodniczka UKS 3 Piła (od 2009). Trzykrotna medalistka zawodów pucharu Europy seniorek: Lund 2015 – brąz, Dubrownik 2018 – brąz, Bratysława 2019 – srebro. Trzykrotna medalistka mistrzostw Polski seniorek w kategorii do 48 kg: dwukrotna srebrna (2017, 2018) i brązowa w 2016. Ponadto m.in. dwukrotna mistrzyni Polski juniorek (2015, 2016).